# Труд (стадион, Балаково)
«Труд» — многофункциональный стадион в городе Балаково, Саратовская область, Россия. С момента постройки в 1963 году на поле проводятся соревнования по футболу и спидвею.
С 1992 по 1994 год принимал домашние игры местного футбольного клуба «Иргиз», с 2005 года — домашняя арена для спидвейного клуба «Турбина».
Рекорд круга в соревнованиях по спидвею был зарегистрирован 2 августа 2011 года Эмилем Сайфутдиновым: 65,5 сек.

## История
Стадион был построен в 1963 году по инициативе председателя мотоклуба при комбинате искусственного волокна Юрия Петрова и поначалу был приспособлен только для соревнований по спидвею. Но за два года он был переоборудован: появились трибуны, футбольное поле. Торжественное открытие состоялось 15 августа 1965 года в День физкультурника.
На стадионе «Труд» проходили и проходят самые важные спортивные состязания и культурные мероприятия города. За время существования стадиона здесь прошло более 3 тысяч игр чемпионатов и первенств города Балаково, Саратовской области, всероссийских и всесоюзных соревнований и международных встреч на футбольном поле и более 500 гонок по спидвею личных и командных чемпионатов и первенств России, СССР, Европы, мира — на гаревой и ледяной дорожках. В течение нескольких лет с 1975 года на стадионе заливался каток, где проводились соревнования по конькобежному спорту и тренировалась секция ДЮСШ Горсовета ДСО «Труд».
В 2005 году стадион «Труд» взял под свою опеку спидвейный клуб «Турбина». За два года была произведена реконструкция стадиона согласно новым требованиям проведения соревнований по спидвею. В частности, на центральной трибуне были заменены деревянные скамейки на пластиковые сиденья. Также произошла замена структуры гаревой дорожки и её расширение, был произведён ремонт всех зданий и улучшение технической структуры стадиона. Благодаря этим изменениям стадион «Труд» стал преображаться и соответствовать нормам проведения международный соревнований по спидвею.
В 2008 году были закуплены и установлены мягкие борта, что значительно увеличило безопасность спортсменов в соревнованиях по спидвею.
В 2011 году были реконструированы и построены новые дополнительные боксы, и увеличено число прожекторов на стадионе. В дальнейшем планируется полностью реконструировать зрительские трибуны и модернизировать техническую часть и инфраструктуру стадиона.
3 сентября 2011 года на стадионе «Труд» прошёл финал командного чемпионата мира по спидвею среди юниоров.
В настоящее время стадион «Труд» вмещает до 12 тысяч зрителей. Центральная трибуна оборудована 2000 пластиковыми сидениями. В перспективе установка пластиковых сидений по всему периметру стадиона.

## Адрес
- 413800, Россия, Саратовская область, г. Балаково, Стадионная 5 .